# Goa Gil
Goa Gil, pseudonimo di Gilbert Levey (San Rafael, 11 ottobre 1951 – 26 ottobre 2023), è stato un disc jockey statunitense.
Fu uno dei fondatori dei generi goa trance e psy-trance.

## Biografia
Gil crebbe a San Francisco, California. Fu testimone della nascita del movimento hippy ed acid rock, e fece parte dei collettivi freak Family Dog e Sons of Champlin. Rendendosi conto che la scena musicale di San Francisco stava tramontando, se ne andò nel 1969, prima ad Amsterdam e poi in India, stabilendosi nella mecca hippie di Goa. Qui egli scoprì i sadhu, saggi viandanti che vivevano nella foresta e si coprivano di cenere e bevevano l'elisir degli dei. Gil stesso divenne un sadhu, Baba Mangalanand, dell'ordine di Juna Akhara, patrocinato dal Guru, Mahant Nirmalanand Saraswati Ji Maharaj.
Durante gli inizi degli anni ottanta, molti hippie di Goa si avvicinarono alla musica elettronica ascoltando musicisti come i Kraftwerk. Gil e i suoi amici presto aggiunsero alcuni strumenti e iniziarono a suonare come DJ, suonando musica live per tutta la notte sulle spiagge di Goa. Il mix di "Outdoor Electronic Dance Parties" con la "Musica Mistica Orientale" e gli "Spiritual Overtones" giunsero a definire esteticamente il movimento psytrance. Per Gil, la dance è una forma attiva di meditazione e l'uso della trance music è un modo per "ridefinire il rituale tribale per il ventunesimo secolo". Durante gli anni novanta l'estetica del movimento Goa Trance si espanse in Europa e Israele.

## Vita privata
Abitava a Goa per alcuni mesi dell'anno, e passava il resto del tempo viaggiando e facendo party per lo più nel Nord California.
Fu sposato con Ariane MacAvoy, anche lei figlia di un freak Goa. Insieme formarono la band the Nommos con Peter Zigelmeier di Kode IV.